# Nannoniscus arctoabyssalis
Nannoniscus arctoabyssalis är en kräftdjursart som beskrevs av Just 1980. Nannoniscus arctoabyssalis ingår i släktet Nannoniscus och familjen Nannoniscidae. Inga underarter finns listade i Catalogue of Life.